# Чандра Шекар
Чандра Шекар (17. април 1927 – 8. јул 2007) био је индијски политичар. Он је служио као 8. премијер Индије, између 10. новембра 1990. и 21. јуна 1991. Био је на челу мањинске владе отцепљене фракције партије Џаната дал, уз подршку Индијског националног конгреса. Био је први премијер Индије који никада пре доласка на дужност није био функционер у влади.
Његова влада је углавном виђена као „марионетска” и привремена, а формирана је са најмање посланика у Лок сабхи. Његова влада није успела да донесе буџет у кључно време када је агенција Мудиз смањила рејтинг Индије, а након неизгласавања буџета, рејтинг је додатно пао, а глобалне кредитне агенције су обориле рејтинг Индије испод инвестиционог нивоа, што је држави онемогућило да добије макар и краткорочне кредите, а како влада није могла да се обавеже да ће спровести реформе, Светска банка и ММФ су прекинули своју подршку Индији. Шекар је морао да одобри залагање злата како би избегао банкрот, а ова мера је била предмет посебне критике, јер је тајно спроведена за време избора. Економска криза у Индији 1991. и атентат на Раџива Гандија су његову владу гурнули у кризу. Међутим, према тадашњем министру трговине Субраманијану Свамију, министар финансија Јашвант Синха је заложио златне резерве а да није обавестио Министарство трговине. Са друге стране, давање дозволе да амерички авиони допуњавају гориво на индијским аеродромима током Заливског рата је поправило премијеров имиџ на западу.

## Премијерски мандат
Чандра Шекар је био премијер седам месеци, што је други најкраћи мандат после Чарана Синга. Министар трговине Субраманијан Свами је помогао формирање ове владе уз подршку Индијског националног конгреса. Он је такође био надлежан за порфеље одбране и унутрашњих послова у овом периоду. Међутим, ова влада није успела да донесе буџет јер је 6. марта 1991. Конгрес повукао своју подршку током припреме буџета. Услед тога, Чандра Шекар је је поднео оставку на место премијера након 15 дана, 21. јуна.
Манмохан Синг је био његов економски саветник. Субраманијан Свами је заједно са Манмоханом Сингом и Монтеком Сингом Ахлувалиом припремио низ докумената о економској либерализацији, али ови документи нису изгласани у парламенту јер је Конгрес повукао своју подршку.

### Након премијерског мандата
Након што је предао дужност премијера Нарасими Рау, Чандра Шекаров политички значај је опао, али је успео да задржи посланички мандат у Лок сабхи још дуги низ година.